# ¡Dos!
¡Dos! é o décimo álbum de estúdio lançado pela banda de punk rock Green Day e o segundo da trilogia ¡Uno!, ¡Dos! e ¡Tré!.O álbum foi lançado em 9 de novembro de 2012 na Austrália, 12 de novembro no Reino Unido e em 13 de novembro nos Estados Unidos.
Ele estreou em nono lugar na Billboard 200, com vendas na primeira semana de 69.000 cópias nos Estados Unidos.
O álbum conta hoje com mais de 800 mil cópias vendidas.[carece de fontes?]

## Tema e composição
Em uma entrevista com Billie Joe Armstrong e Mike Dirnt, foi afirmado que ¡Dos! iria ter uma pegada mais "rock de garagem, um pouco mais suja, como se estivesse no meio de uma festa". ¡Dos! tem um som semelhante à banda paralela Foxboro Hot Tubs. Em algumas entrevistas, Armstrong chegou a dizer que ¡Dos!, é o segundo álbum do Foxboro Hot Tubs. A faixa "Fuck Time", apresentado originalmente como uma canção do Foxboro Hot Tubs, foi gravada para o álbum.
Ao contrário dos outros dois álbuns da trilogia, este álbum tem treze faixas, em vez de doze. A decima terceira faixa "Amy" é dedicada ao falecimento de Amy Winehouse. A música "Nightlife" tem como participação Lady Cobra. A música é uma das mais lentas e mais escura da trilogia e tem um rap na parte que Lady Cobra canta.
| Críticas profissionais | Críticas profissionais |
| Avaliações da crítica  | Avaliações da crítica  |
| Fonte                  | Avaliação              |
| ---------------------- | ---------------------- |
| Allmusic               | [ 5 ]                  |
| The A.V. Club          | C–                     |
| Entertainment Weekly   | B+                     |
| Los Angeles Times      | [ 8 ]                  |
| Mojo                   | [ 9 ]                  |
| NME                    | 6/10                   |
| The Observer           | [ 11 ]                 |
| Rolling Stone          | [ 12 ]                 |
| Slant Magazine         | [ 13 ]                 |
| Spin                   | 6/10                   |

## Faixas
Todas as músicas escritas por Billie Joe Armstrong.
| N.º | Título                           | Duração |  |
| 1.  | "See You Tonight"                | 1:06    |  |
| 2.  | "Fuck Time"                      | 2:45    |  |
| 3.  | "Stop When the Red Lights Flash" | 2:26    |  |
| 4.  | "Lazy Bones"                     | 3:34    |  |
| 5.  | "Wild One"                       | 4:19    |  |
| 6.  | "Makeout Party"                  | 3:14    |  |
| 7.  | "Stray Heart"                    | 3:44    |  |
| 8.  | "Ashley"                         | 2:50    |  |
| 9.  | "Baby Eyes"                      | 2:22    |  |
| 10. | "Lady Cobra"                     | 2:05    |  |
| 11. | "Nightlife"                      | 3:04    |  |
| 12. | "Wow! That's Loud"               | 4:27    |  |
| 13. | "Amy"                            | 3:25    |  |